# Qaem Shahr
Qā’em Shahr; anteriormente conhecido como  'Shāhi'  (persa: Ŝāhi)   é uma cidade e capital do condado de Qaem Shahr, na província de Mazandarão, Irã. No censo de 2016, sua população era de 204.953. Originalmente conhecido como Aliabade, o nome Ŝâhi (Shahi) foi usado até a Revolução Iraniana em 1979, quando a cidade adquiriu seu nome atual. A cidade está situada a 237 quilômetros (150 mi) a nordeste de Teerã; 20 quilômetros (12 mi) sudeste de Babol; e 23 quilômetros (14 mi) sudoeste de Sari, que é a capital da província de Mazandarão. Em 1951, Qa'em Shahr população era de cerca de 18.000, crescendo para 123.684 em 1991. A cidade é onde a ferrovia do Norte do Irã sai das planícies férteis de Mazandarão para cruzar a cadeia de montanhas mais alta do Oriente Médio, a Alborz.
Nassaji Mazandaran Football Club, um dos clubes de futebol mais antigos e populares do Irã está localizado nesta cidade.